# Народичі
Наро́дичі —  селище (зг. п.5 розділу III ЗУ № 3285-IX від 28.07.2023 ) в Україні, адміністративний центр Народицької селищної територіальної громади Коростенського району Житомирської області. Лежить над місцем злиття річок Уж і Жерев на Київському Поліссі.

## Історія

### Археологія та давня історія
Поблизу селища в урочищі Піщана Іван Левицький здійснив дослідження поселення. Пам'ятка відома як Народицька стоянка — багатошарова археологічна пам'ятка середньокам'яної та бронзової доби. Дослідник також першим обстежив історичну частину Народичів, виділивши три укріплені частини та курганний могильник. У 2013 Східно-Волинська археологічна експедиції ІА НАН України здійснила обстеження території сучасного селища. У 2020 ці роботи продовжила Народицька експедиція НДП ОАСУ ІА НАН України.

### Історія селища
Селище відоме з 1545 року з описів Овруцького замку, як власність Федора Єльця. П. Г. Клепацький вказував, що люстрація була складена за овруцького старости Йосипа Халецького (1551—1553) і датував її 1552 р., що відсуває згадку населеного пункту до цього року. С.Уруський та В.Бобінський вважали, що Ф.Єлець, староста овруцький, отримав Народичі з іншими маєтностями, в результаті шлюбів з Колківною та Угриновською. О.Яблоновський припускав, що до потрапляння в маєтності Єльців населений пункт мав назву Шарки (Szarki). Народичі згадуються у «Записи о денежных и медовых данях, взимаемых с Киевской Софиевской митрополичьей отчины», датування цього документу досі дискусійне і варіюється від 1493 до 1505 р. Після смерті Федора маєтності успадкував його син Дмитро (писар земський київський). У 1581 р., він заплатив податок з Народичів: за чотири дими осілих по 15 грошей та за чотирьох загородників по 2 гроша. Загалом, у Народичському володіні, за інформацією О.Яблоновського, було 7 сіл, в яких мешкало 16 осілих людей та 14 загородників.
1598 р. по смерті Дмитра Народичськими землями управляла його дружина Марія Олізарівна-Волчкевич, аж до 1608 р. коли їх розділили між синами покійного. Народичі відійшли до меншому сину — Констянтину. 1617 року Костянтин не сплатив податок з Народич та Сільця та інших Іршанських маєтностей, був засуджений, привезений колекторами до Києва і засланий. Костянтин частину Народичів продав шляхтичу Флоріану Потоцькому герба Любич, інша частина перейшла в пожиттєве володіння вдови Флоріана після 1634 р. В цей час Потоцькі будують в Народичах замок. Замок спалено 1651 року під час нападу овруцького старости Владислава Немирича, ксьондза Ігнатія-Олександра Єльця та полковника Шимона Павші та інших на маєток Катерини Потоцької та її синів. Внуку Флоріана Потоцького належали Старі Народичі, а Нові Народичі згадуються як власність київського стольника, димерського старости та полковника Криштофа Ласка.
В якості містечка Народичі згадуються 16 червня 1683 року і фігурують як частина копної округи, територіальної громади, що складалась з населених пунктів розташованих у басейні річок Уж, Жерев, Норинь.
1734 року містечко фігурує як власність Михайла Павші.
З 1793 р. після другого поділу Речі Посполитої містечко входить до складу Овруцького повіту Волинської губернії Російської Імперії. В наступному, 1794 р. містечко конфісковане і перейшло в державну власність. Станом на 1885 рік колишнє державне містечко є центром Народицької волості Овруцького повіту Волинської губернії.
У серпні 1853 року в містечку Народичі сталася велика пожежа. За даними місцевого пристава, вона почалася з оселі єврея Йося Меламеда, і від сильного вітру швидко розповсюдилася по містечку. Як свідчить доповідна на ім'я міністра внутрішніх справ, внаслідок пожежі згоріли дві церкви, шість будинків священнослужителів і 38 селян, 156 — єврейських і  53 їхні лавки, п'ять заводів, дві синагоги, школа та інші будівлі. У ліквідації наслідків пожежі брав участь апарат державного фонду майна.
З 1923-24 р. містечко стає районним центром Житомирської області. Постановою ВУЦВК від 24 лютого 1926 року «Про встановлення поточного реєстру селищних рад в залюднених пунктах з переважним єврейським населенням на теренах УРСР» було узаконено створення єврейських рад. В Народичах утворюються дві селищні ради: українська і єврейська національна . Вона зосереджувала свою роботу на зборі податків, поліпшенню санітарного стану крамниць, проведенні ярмарків, впорядкуванню вулиць, активізації роботи клубів і гуртків, впорядкуванню єврейської школи.
Внаслідок Голодомору 1932—1933 за даними різних джерел, у районі загинуло 136 чол., на сьогодні встановлено імена 134 чол.
22 серпня 1941 року Народичі окуповані військовими частинами Вермахту.
Аварія на Чорнобильській АЕС 1986 року вкрай негативно позначилась на усіх сферах життєдіяльності селища. Відповідно до постанови Кабінету міністрів України від 23 липня 1991 року Народичі було віднесено до зони обов'язкового відселення. І хоча офіційно відселення не здійснювалось з низки причин, значна частина населення селища залишила його. Це призвело до припинення роботи усіх промислових підприємств; одну з двох середніх шкіл було закрито. На вулицях Народичів впадає у вічі велика кількість залишених напризволяще житлових будинків, напівзруйновані корпуси навчальних, медичних установ тощо.
З перших днів російсько-української війни сщ. Народичі постраждало від бойових дій. Були зруйновані деякі об’єкти інфраструктури, також зруйновані мости через річку Уж, річку Норинь та через річку Грезля що ускладнило логістику та доставку життєво важливих товарів та продуктів харчування в населені пункти на лінії зіткнення та окуповані села громади (з 24 лютого 2022 року по 04.04.2022 року с. Вільхова, с. Грезля, с. Давидки, с. Нова Радча, с. Радча, с. Ровба, с. Рубежівка, с. Стара Радча, с. Тичків).

## Населення
Єврейська громада існувала в містечку вже у 1683 р. за наявними судовими документами. 1765 р. в Народичах та навколишніх селах проживав 241 єврей. У 1897 р. переписом зафіксовано 2054 єврея (44,8 % від всього населення містечка).
Станом на 1885 рік у колишньому державному містечку, центрі Народицької волості Овруцького повіту Волинської губернії, мешкало 1496 осіб, налічувалось 216 дворових господарств. За переписом 1897 року кількість мешканців зросла до 4576 осіб (2263 чоловічої статі та 2313 — жіночої), з яких 2442 — православної віри, 2054 — юдейської. У 1926 р. в селищі проживало 2508 єврея, але у 1930-х багато з них покинули містечко. У 1939 р. єврейське населення Народичів складало лише 1233 особи.
У 1919 році Народичі страждали від ряду погромів різних груп бандитів. З архівних даних  відомо, що 13 січня 1919 р. банди Струка та Лазенюка зруйнували єврейські будинки і наклали на єврейське населення «контрибуцію» 20 тис. рублів. Внаслідок  погрому було вбито 15 чоловік та 13  отримали поранення. Майже все рухоме майно було розграбовано. Єврейське населення страждало і від погромів банди «Курінь смерті» отамана Козир-Зірки, яка діяла в грудні 1918 — січні 1919 р.  по всьому Овруцькому повіту. Бандою отамана Козир-Зірки були  затримані двоє подорожніх євреїв з Народичів, дрібних крамарів, торговців махоркою і сірниками. Їх об'явили спекулянтами і привели до отамана. Там  роздягли догола, побили нагайками і змушували танцювати, хреститися і т. д. (свідчення Минахема Нахума Вайсблата). Єврейське населення і селяни Овруцького повіту були змушені створювати загони самозахисту.
За даними перепису населення СРСР 1939 року чисельність населення району становила 6 738 осіб, з них українців — 5 130, росіян — 223, німців — 9, євреїв — 1 233, поляків — 62, інших — 81.
26 (29?) серпня 1941 р. 208 євреїв містечка оголошені окупаційною владою партизанами і розстріляні біля дороги Кацовщина-Народичі в урочищі «Хворість», після цього вбили ще 60 євреїв. У листопаді того ж 1941 року на кладовищі селища було розстріляно решту 370 євреїв.

## Економіка
У 1885 р. налічувалось 216 дворових господарств, постоялий двір, трактир, 14 постоялих будинки, 34 лавки, відбувався базари та 5 ярмарків на рік.
1897 р. на базі фельдшерського пункту відкрито лікарню на 10 ліжок де працювало два медичних працівники з середньою освітою.
Станом на 1913 р. у містечку було 24 бакалійних лавки, дві булочні, винно-гастрономічний та книжковий магазини, галантерейна та кожевна лавка, 9 мануфактурих, три м'ясних, три хлібні та взуттєва лавка. Майже всіма цими лавками володіли євреї. Паровий млин належав Берковичу/Гершковичу, водяний млин орендував Еркес. Зубним лікарем був Пеец Гімельман, однією з двох акушерок — Рейз Степановська. Арендар аптеки — Арон Герш Скульський, склад аптекарських товарів утримував Мовша Шехтер. У містечку було 9 заїздів, що належали членам єврейської громади.
В 1934 р. створена районна санітарно-епідеміологічна станція.
У 1962 р. відкривається авіалінія Народичі — Базар — Малин — Житомир.
Промислові підприємства — підприємство з виробництва технічної стрічки (КП «Стрічка») та спільне українсько-болгарське підприємство з виробництва швейної фурнітури (ТОВ «ЗІТА ТКФ»).
У 2000-х роках відтік населення припинився, пожвавішала економічна діяльність, відновили роботу деякі підприємства. Життєдіяльність селища поступово налагоджується.
Кафе «Космос» — в приміщенні колишньої чайної, про що нагадує мозаїка на фронтоні центрального входу.

## Релігія

### Католицизм
1748 р. київський хорунжий Міхал Павша збудував дерев'яний костел і передав його ордену босих кармелітів. Під час їх перебування в містечку з'явився чудотворний образ Божої Матері, що зберігався у костелі ще на початку ХХ ст. Ченці залишили містечко в 1763 р. Після цього фундатор костелу запросив отців-августинців, які, проте те ж не змогли вижити і тому залишили кляштор у 1799 р.
З створенням Овруцького деканату у 1777 р., (входив до Луцько-Житомирської дієцезії) Народичі стали центром однієї з плебаній (парафій), поруч з Овручем, Веледниками, Олевськом, Ушомиром. Народицька плебанія (костел св. Теклі) включала 35 населених пунктів. У них діяли католицькі каплиці, зокрема в Ксаверувці, Межиліссі, Рудні Базарській, Вазові та Христинові. У ХІХ ст. католицький храм в містечку оновлено, 1857 р. костел св. Теклі у Народичах перебудовано. В 1865 р. в Народичах проживали 61 католик. Загалом в парафії проживало 1666 вірян.

### Юдаїзм
З 1875 р. рабином в Народичах був Елія-Лейб Журавель. Станом на 1885 р. існувало 2 єврейських молитовних будинки. Єврейська школа і три синагоги ще до війни були закриті. Останній рабин Народичів Рав Шульман Мотл похований в м.Овруч.

### Православ'я
У 1885 р. у містечку існували дві православні церкви. Церква Св. Миколи (парафія 4-го класу) побудована у 1882 р. за кошти парафіян під керівництвом священника Дмитра Будкевича. Будівля храму дерев'яна з шістьма банями, на кам'яному фундаменті, з залізною покрівлею та вміщала 800 чоловік. Церква при кладовищі Приображення Господнього. Дерев'яна, побудована в 1855 р. на кошти парафіян. Для священика та диякона є два будинки в поганому стані, але з п'ятьма кімнатами та деякими господарчими будівлями. Священик — Михайло Ігнатович Теодорович (з 1885, на службі з 1841 р.), диякон Іоан Іванович Ковалевський (з 1885 р.) та псаломщик Кіндрат Іванович Кулонєвський (з 1848 р.).

## Освіта
З 1864 р. в містечку діяло приходське училище, яке знаходилось в приватному будинку. У 1873 р. в Народичах відкрито чотирьохкласну приходську школу, яку реорганізовано у 1900 році в двокласне училище. При школі діяв хор хлопчиків.
У 1920-му році в Народичах наросвітою була відкрита єврейська державна школа, яка підтримувалася з фондів, зібраних євреями. Тут навчалося 146 дітей віком від 7 до 13 років, більшість  - з дуже бідних сімей. Школа потребувала приладдя та обладнання. В ці роки в Народичах діяла і професійна школа, яка мала два підрозділи  -  будівництво та деревообробне виробництво. Школа контролювалась губернським професійним бюро. Тут навчалося 37 учнів, з них 22 євреї.
У 2020 р. у селищі діє гімназія, дитсадок, будинок дитячої творчості, центральна районна лікарня.

## Культура
8 березня далекого 1932 року вийшов перший номер щотижневої районної газети «Життя і Слово».
На 1 січня 1965 року в смт. Народичі працювала бібліотека для дорослих з книжковим фондом понад 25 тисяч книг та дитяча бібліотека, в якій налічувалось більше 26 тисяч книг. На 2017 р. у селищі працюють районна бібліотека для дорослих та бібліотека для дітей. Загальний фонд яких становить всього 22500 примірників книг. Читальний зал в 2019 р. обслуговує  253 користувача. Щорічно бібліотеку відвідує 1009 користувачів, яким  видається біля 20880 тис.  примірників книг. До послуг відвідувачів книжковий фонд  в кількості 12605 примірників книг та 61 назв періодичних видань.
У селищі діє Народицький народний краєзнавчий музей.

## Пам'ятки, визначні місця

### Пам'ятки природи
- На південь і схід від смт Народичі, вздовж річки Уж та її правих приток — Лозниця, Ослив і Звіздаль розташований Древлянський природний заповідник.

### Меморіали, пам'ятники
- Могила Ф. С. Корбута — голова сільради, що загинув в часи колективізації (1931 р.). Знаходиться у Свято-Миколаївському парку.
- два пам'ятні знаки на місці колективних поховань жерт голодомору 1932—1933 рр.
- Пам'ятний знак на місці розстрілу жителів (дітей) єврейської національності на місцевому кладовищі. На пам'ятнику напис «За часи фашиської окупації тут були жорстоко вбиті понад 250 дітей, тільки тому, що вони були євреями. Цього не повинно повторитися. Вічна пам'ять загиблим.» Знак встановлено 16.11.2012 членами Коростенської єврейської громади при фінансовій підтримці Об'єднаної єврейської общини України.[23]
- Пам'ятний знак на місці вбивства та поховання євреїв за межами селища в 1 км на північ, біля дороги до села Норинці. Встановлено у 2005 році, за сприяння харківського бізнесмена Олександра Фельдмана.[8]
- Пам'ятний знак на колективному похованні радянських воїнів.
- Пам'ятник землякам які загинули на фронтах Другої світової війни.
- Пам'ятник воїнам-інтернаціоналістам у Свято-Миколаївському парку.
- Пам'ятник жертвам Чорнобильської катастрофи На пам'ятнику напис: «Скорботи день, немов чернець, Над нами хрест здійма. І нам його нести весь вік, — I дитям, I мені… Веде Чорнобиль жертвам лік: Спинім той лік, спинім».
- Пам'ятний знак «Пам'яті загублених сіл і земель Народиччини. Квітень 1986 року».

## Персоналії
- Канти Лутецький — (1744 — 1 січня 1799р Народичі[18]). Професійний шлях почав у Кракові 15 листопада 1761 р. Лектор св. теології. 1792 р. став бакалавром св. теології. За кілька років до смерті призначений генеральним суперіором Російської провінції августинців і візитатором на Волині та у Литві.[24]
- Станіслав Ружицький — (1739 Казімеж Краківський — 1 серпня 1791 Оклуш) — відомий в Народичах проповідник, лектор св.теології (1781—1790)[25]. Став отцем 1764 р. в краківському кляшторі. Його «народицькі» рукописи в першій половині ХХ ст. зберігались в Бібліотеці ордену августинців у Кракові.[26]
- Левицький Іван Федорович  (06(18).01.1896 — 1952, Харків) — археолог.
- Вайсблат Нухим — Головний рабин Києва у 1902—1925 рр.
- Мордехай-Дов Вайсблат (1872-1930) — Головний рабин м. Житомира в 1922—1930 рр.
- Грох Митрофан Васильович — каптенармус штабу 2-ї бригади 4-ї Київської дивізії Армії УНР, Герой Другого Зимового походу.
- Горбачевський В. — фахівець в галузі отоларингології, патології верхніх дихальних шляхів.
- Присяжнюк А. Є. — лікар-онколог, фахівець в галузі епідеміології злоякісних новоутворень.
- Присяжнюк В. Є. фахівець в галузі медичної екології і гігієни.
- Седун М. В. — митець, заступник генерального директора Національного ансамблю танцю України ім. П. Вірського, заслужений працівник культури України[27].
- Іванченко К. — тележурналіст, краєзнавець, дослідник.
- Шафранський Віктор Вікторович — заступник Міністра охорони здоров'я України, в.о. Міністра охорони здоров'я України (2015—2016 рр.), д.мед.н., професор кафедри Національного медичного університету імені О. О. Богомольця
- Сарабін Олег Васильович (1985—2014) — солдат Збройних сил України, учасник російсько-української війни.
- Попович Мирослав — український філософ, академік НАН України, Заслужений діяч науки і техніки України, доктор філософських наук, професор, педагог, фахівець у галузі культурології, логіки та методології науки, історії української культури, директор Інституту філософії імені Г. С. Сковороди НАН України (2001—2018), завідувач відділом логіки та методології науки Інституту філософії. З 1946 року з матір'ю проживав у свого діда в селищі Народичі. Тут закінчує школу.

## Галерея

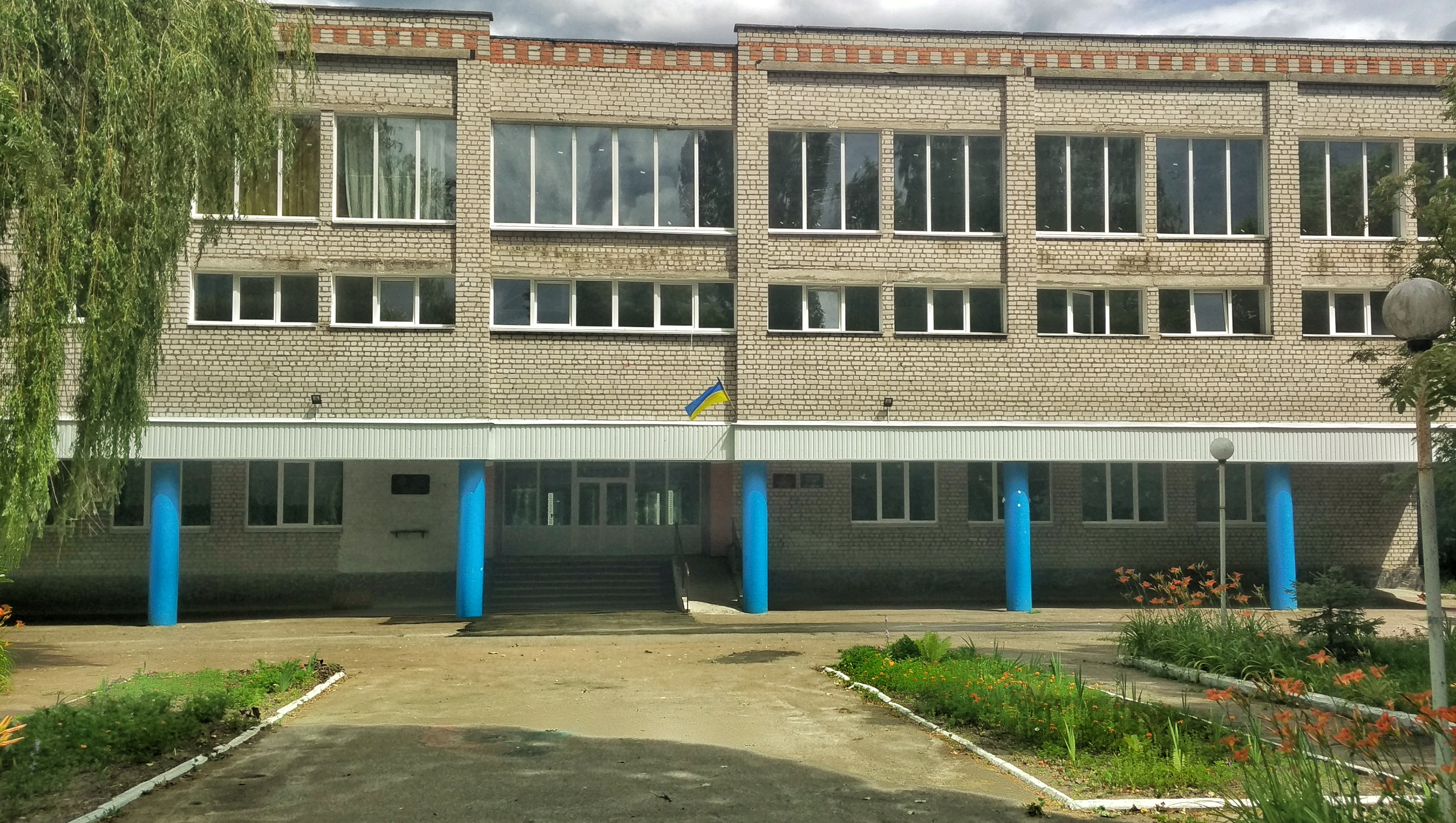
Народицький ліцей
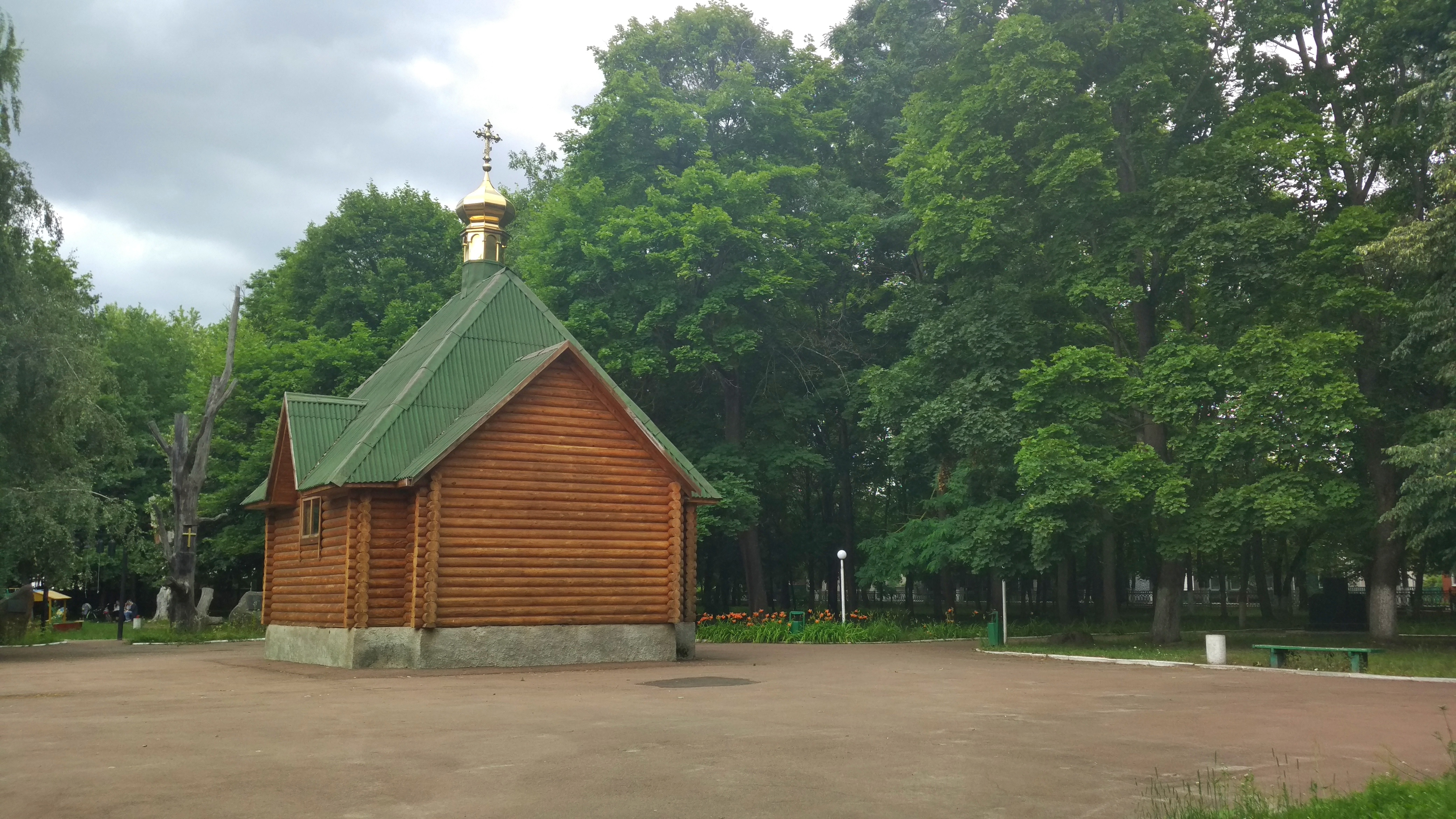
Церква, в Свято-Миколаївському парку
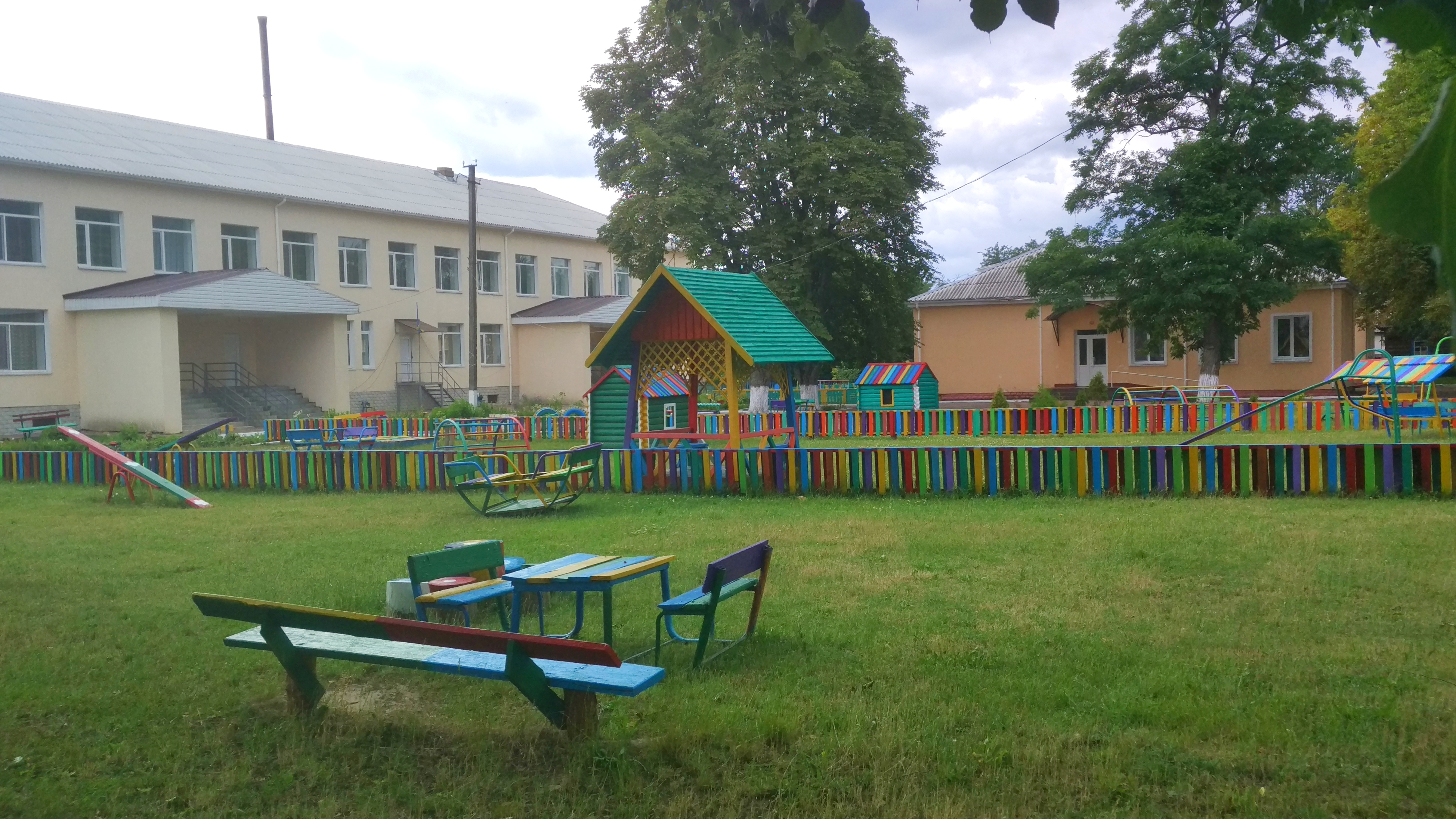
Дитячий садок в Народичах
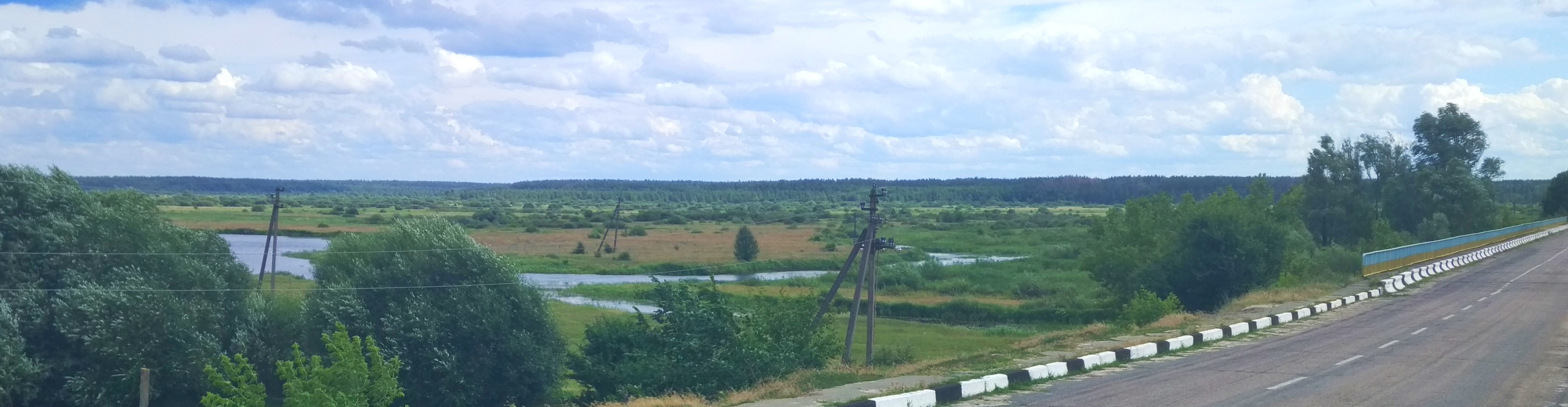
Річка Уж в Народичах
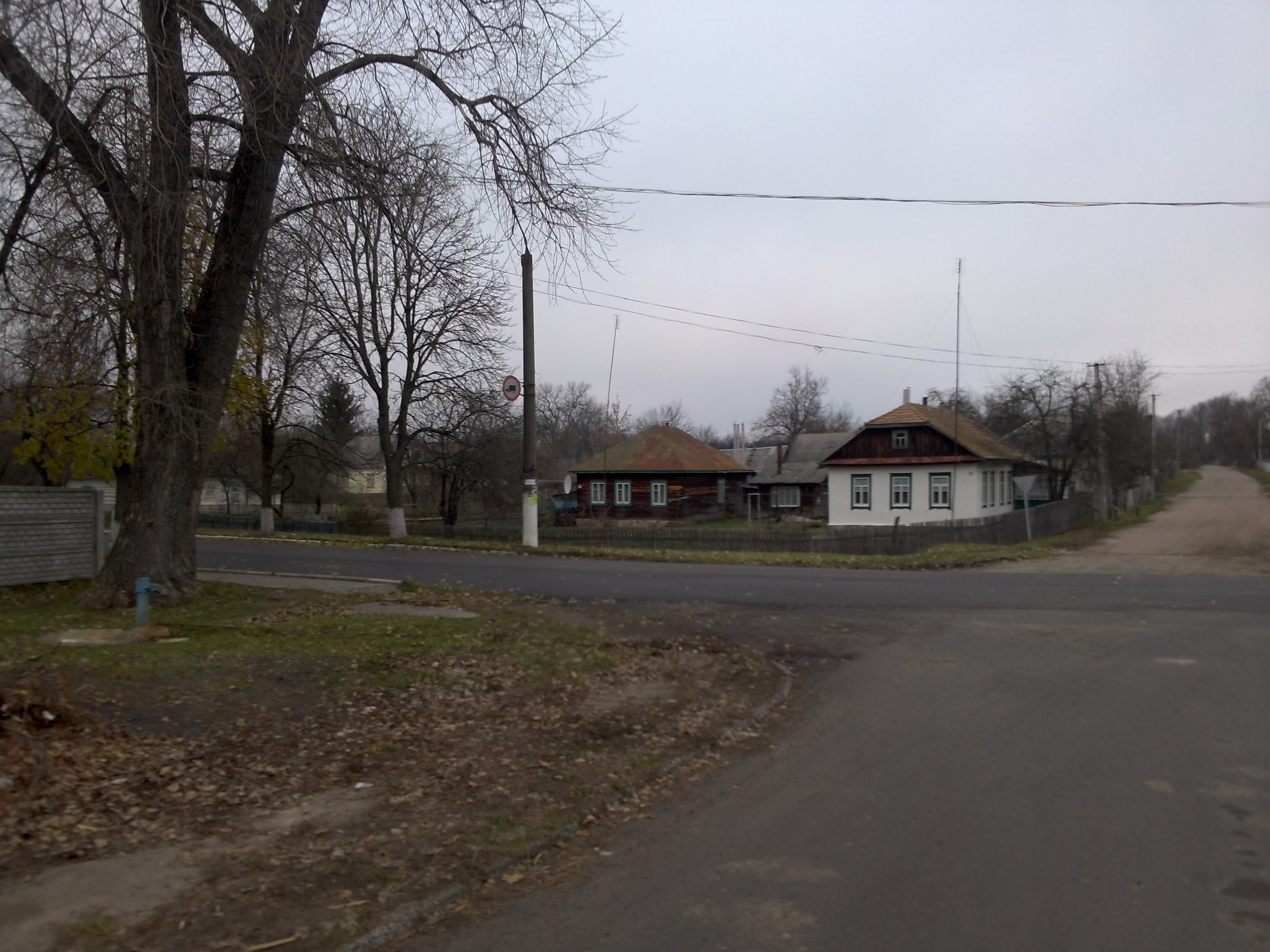
Вулиці у селищі
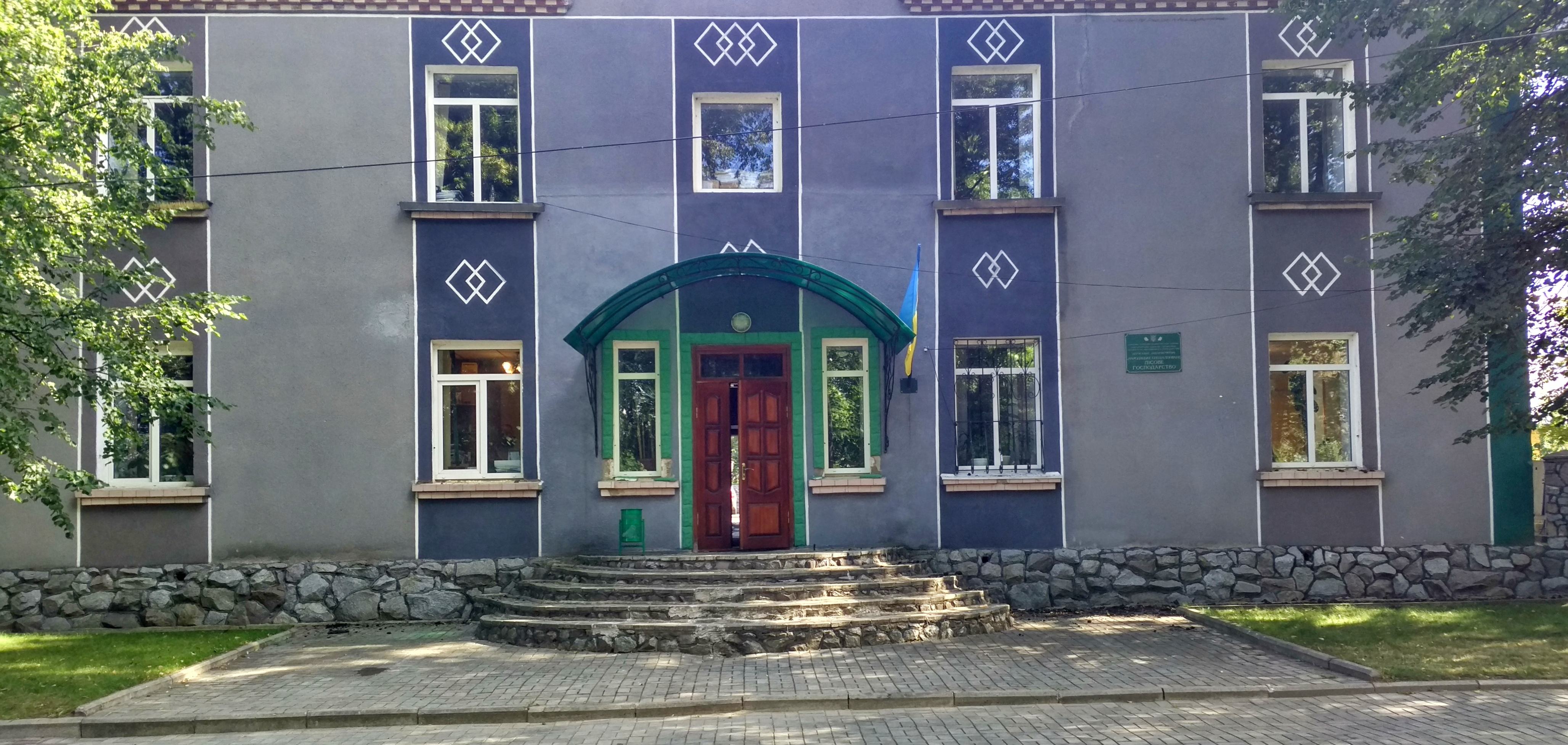
Будівля Народицького спеціалізованого лісового господарства
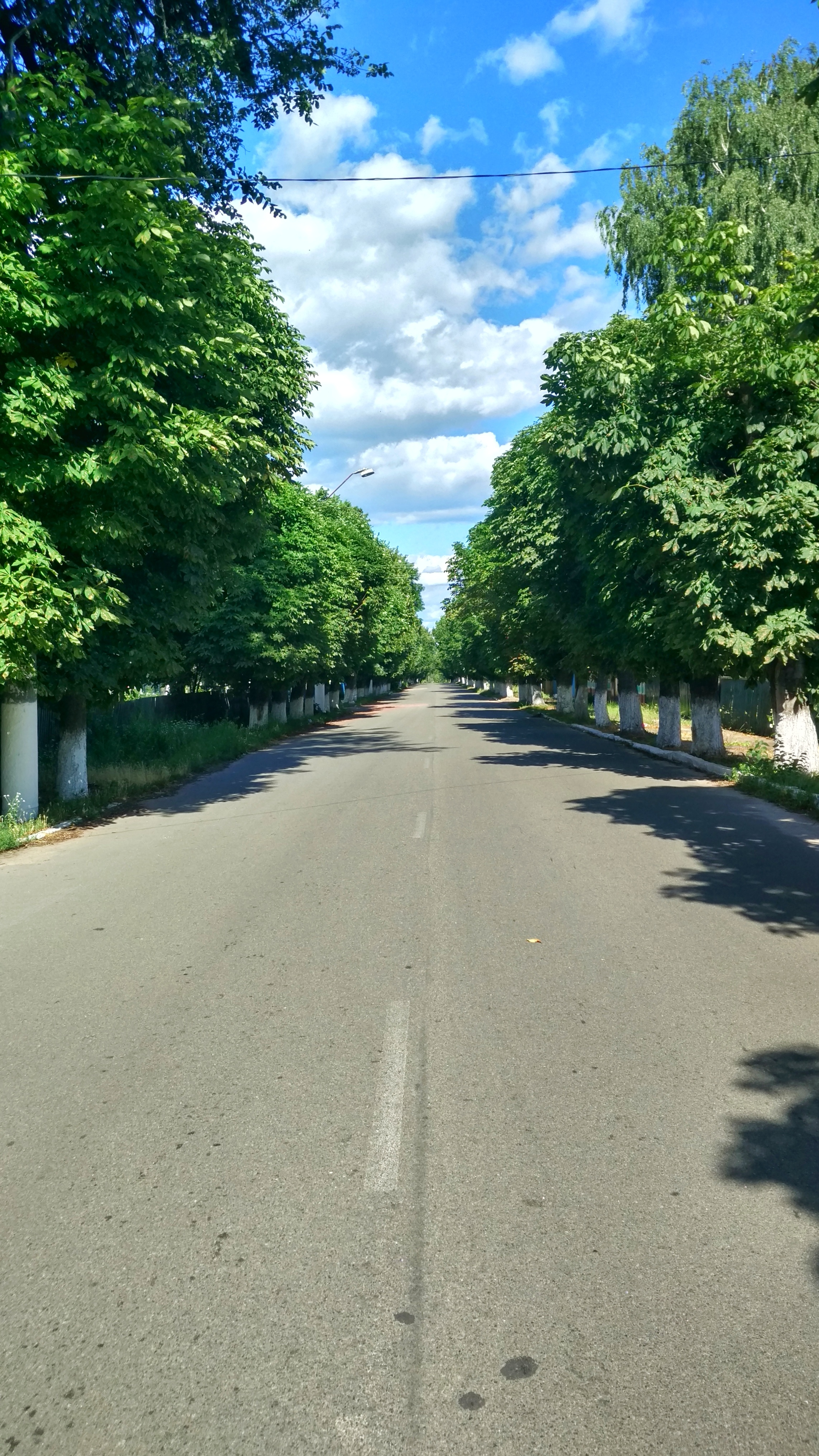
Центральна вулиця Народичів в 2017
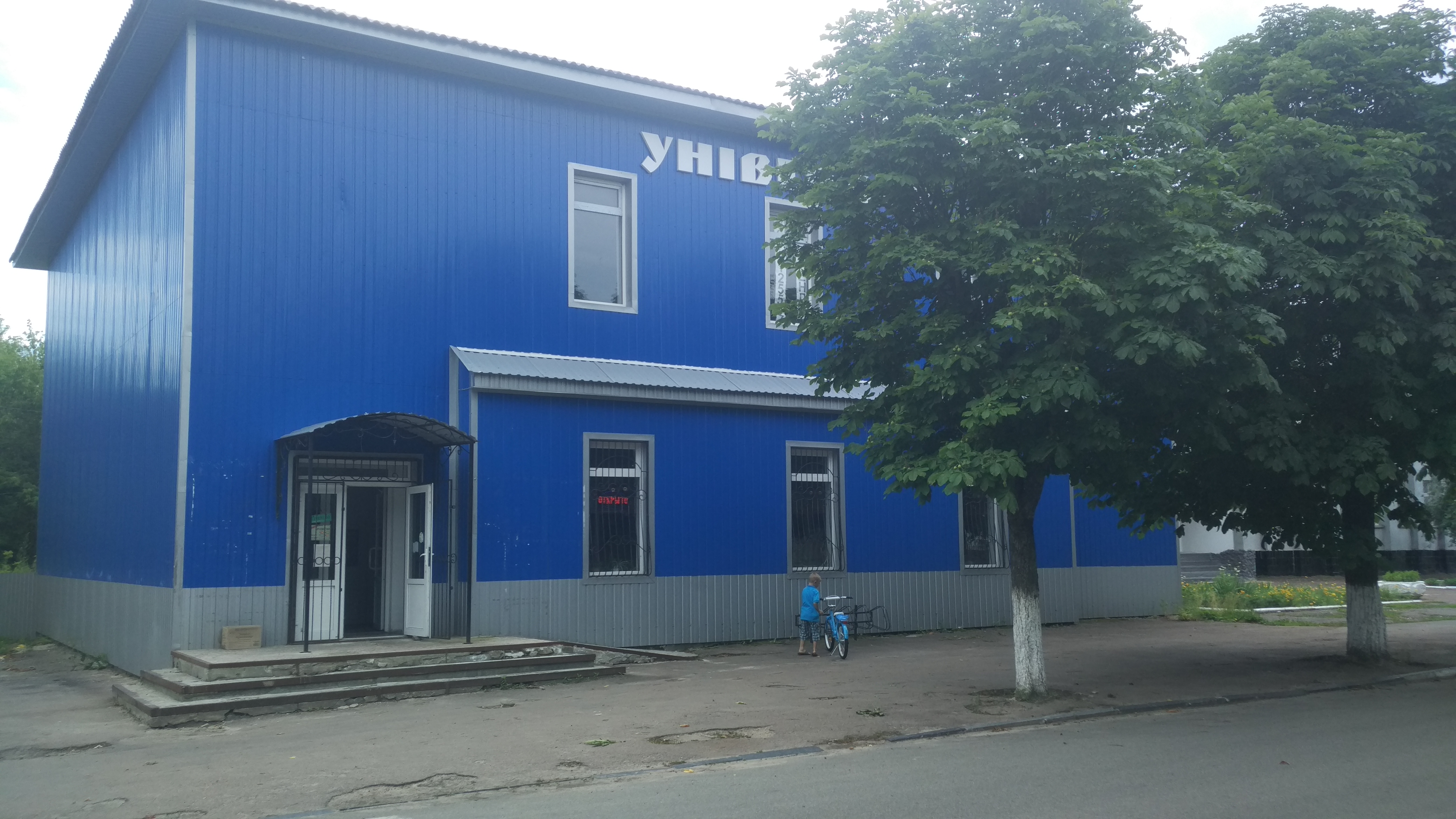
Будівля універмагу
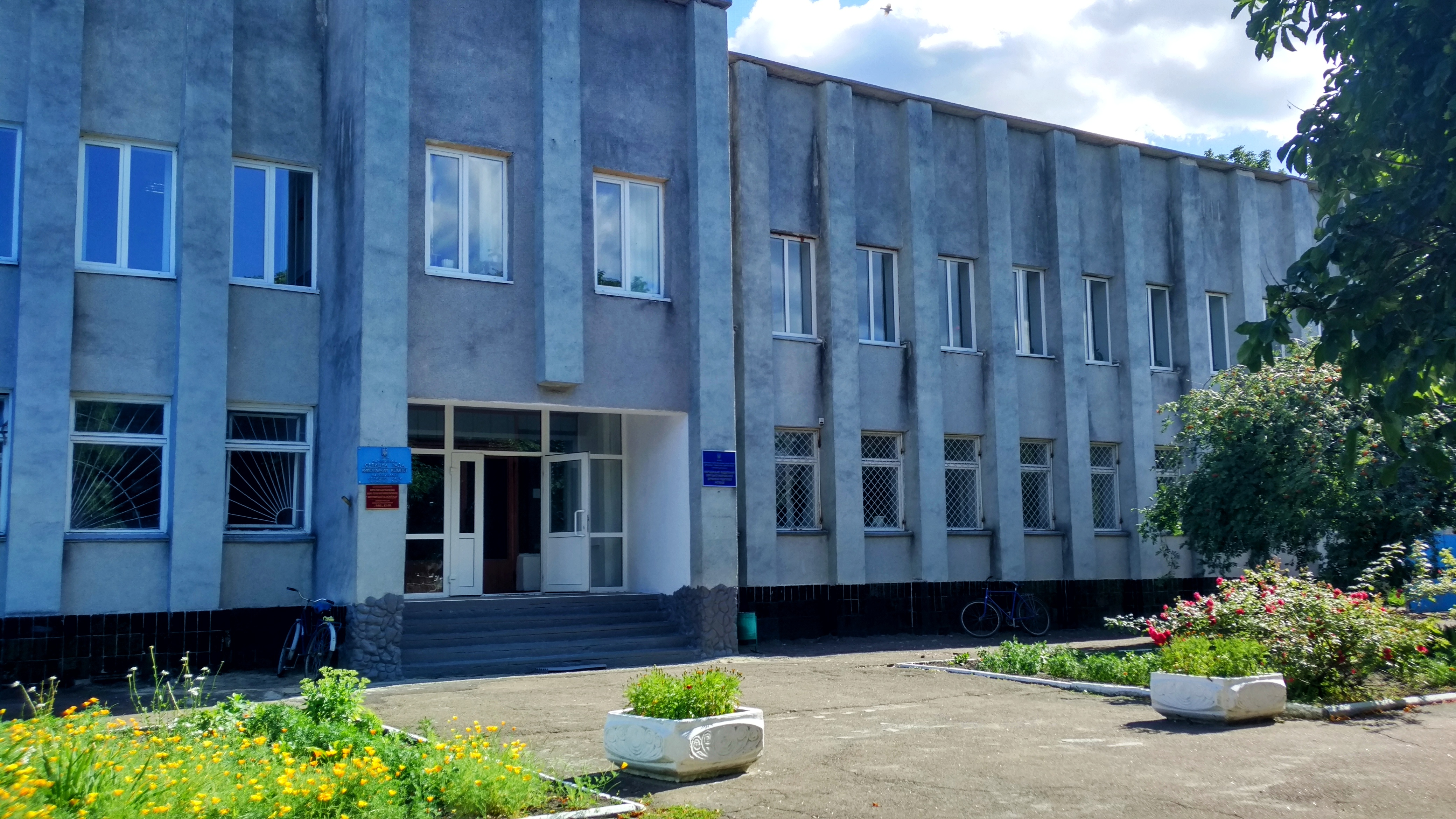
Народицьке відділення Овруцької міжрайонної державної податкової інспекції та Народицька селищна рада
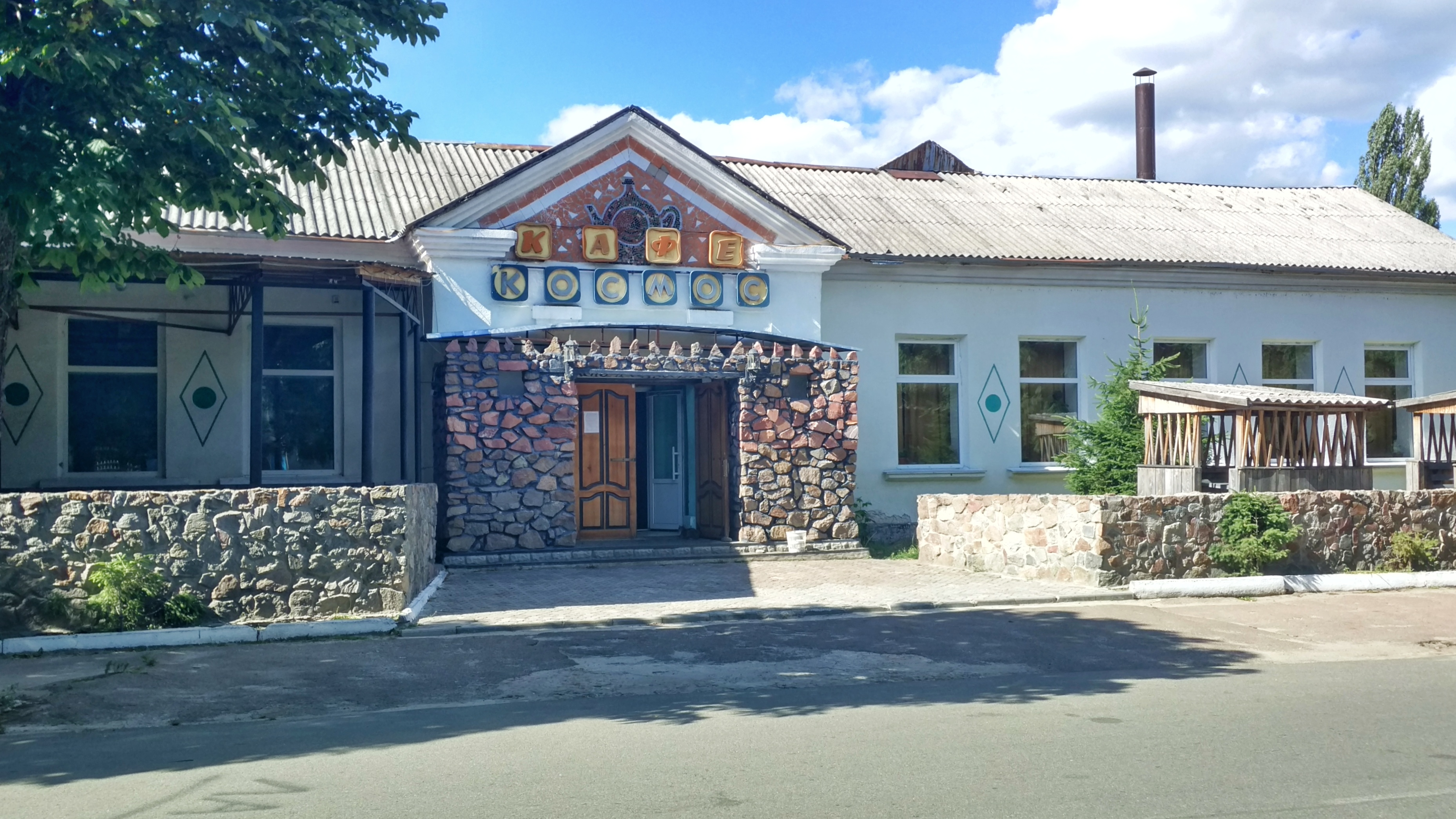
Кафе «Космос»
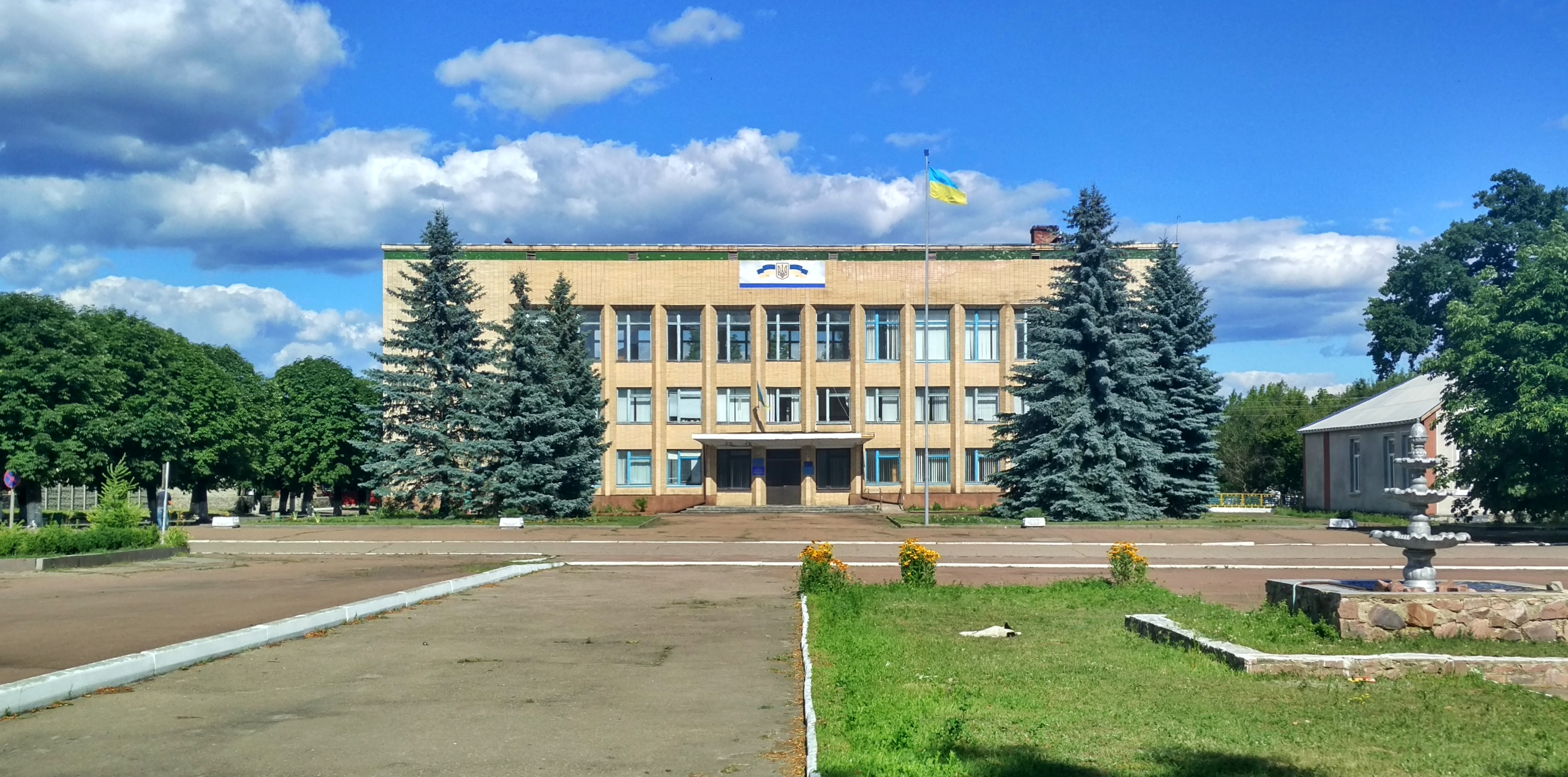
Будівля районної державної адміністрації
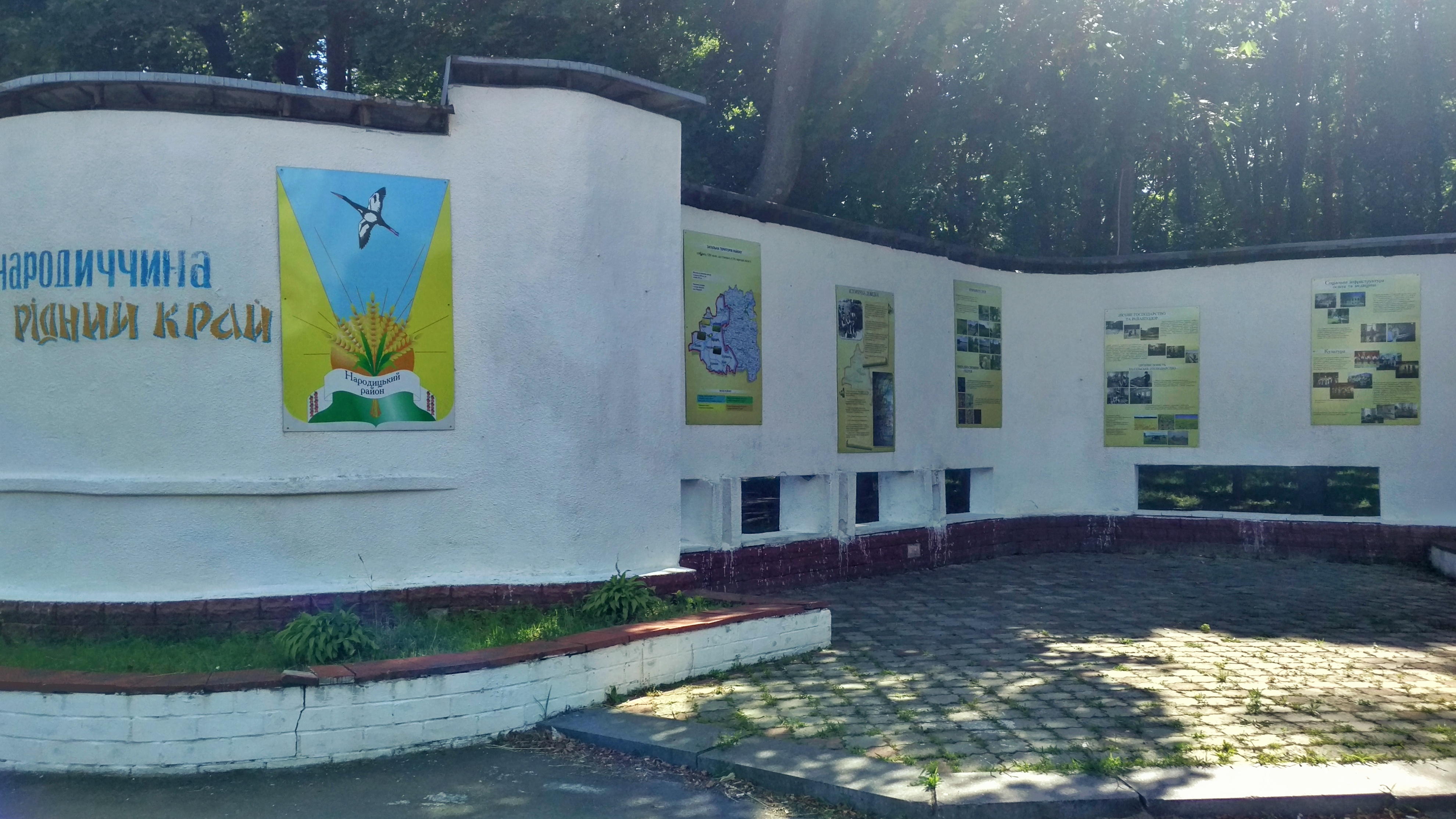
Стенд з загиблими воїнами Народич та Народицького району
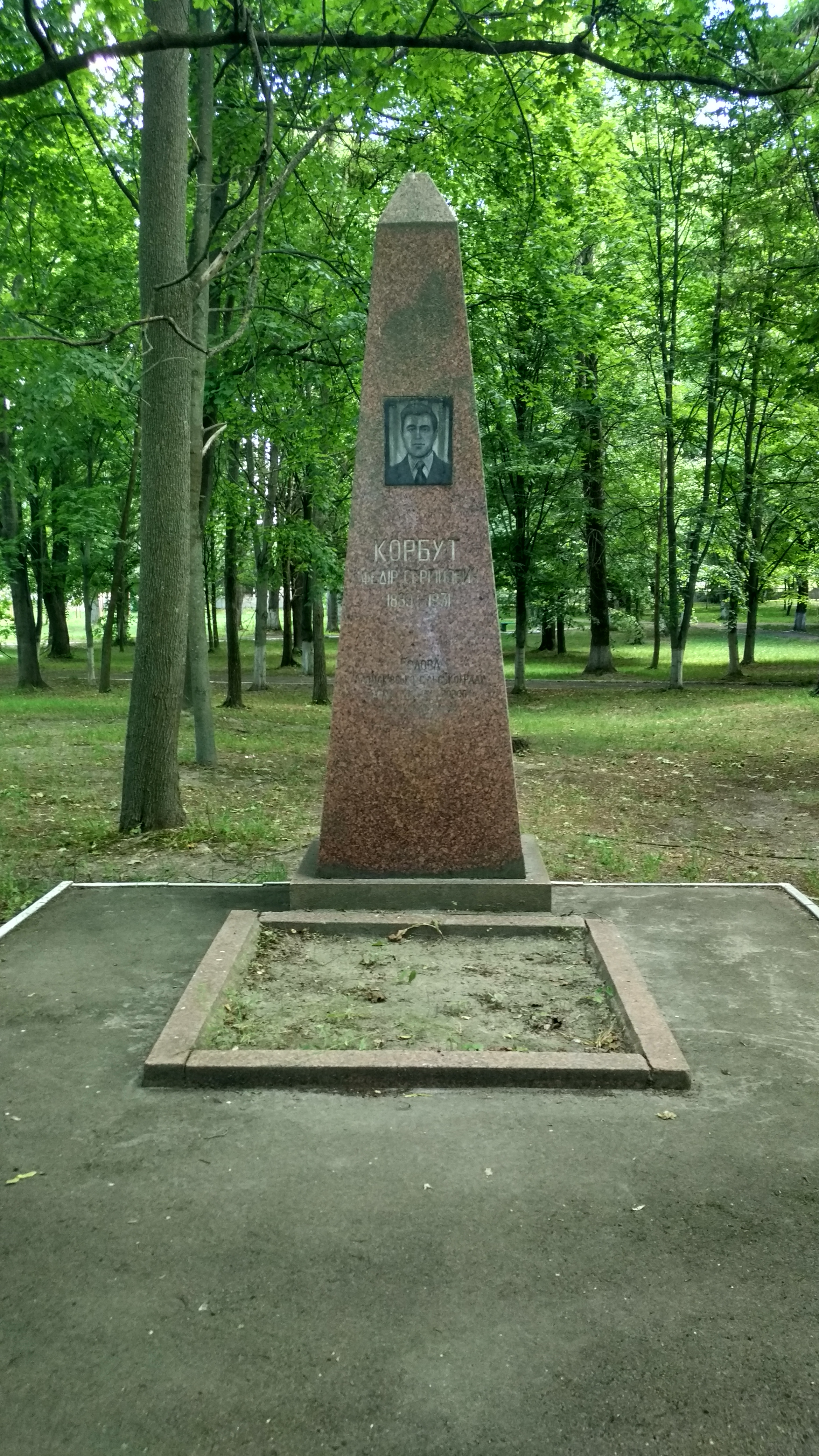
Могила Ф.С. Корбута, що знаходиться у Свято-Миколаївському парку
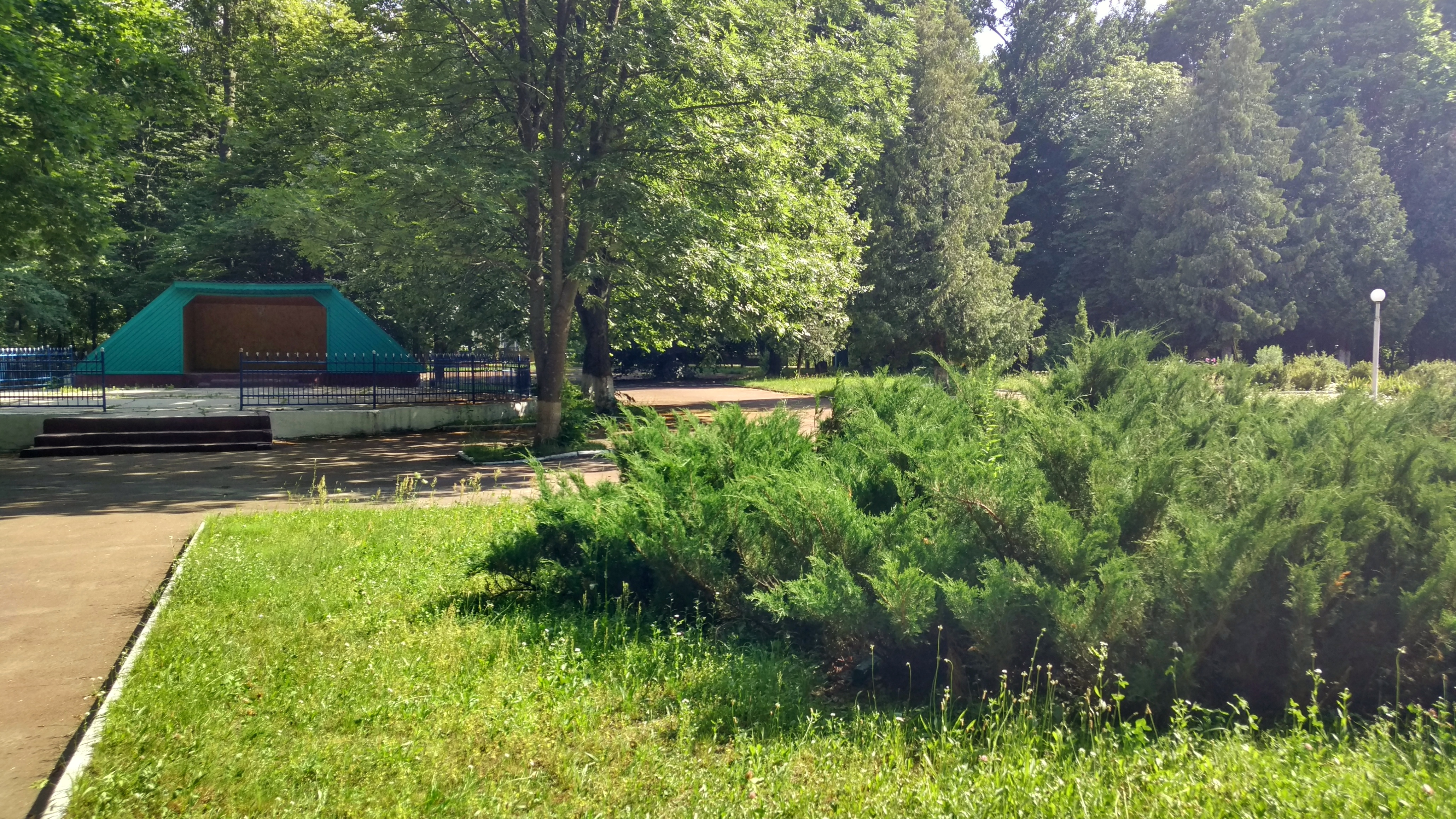
У Свято-Миколаївському парку
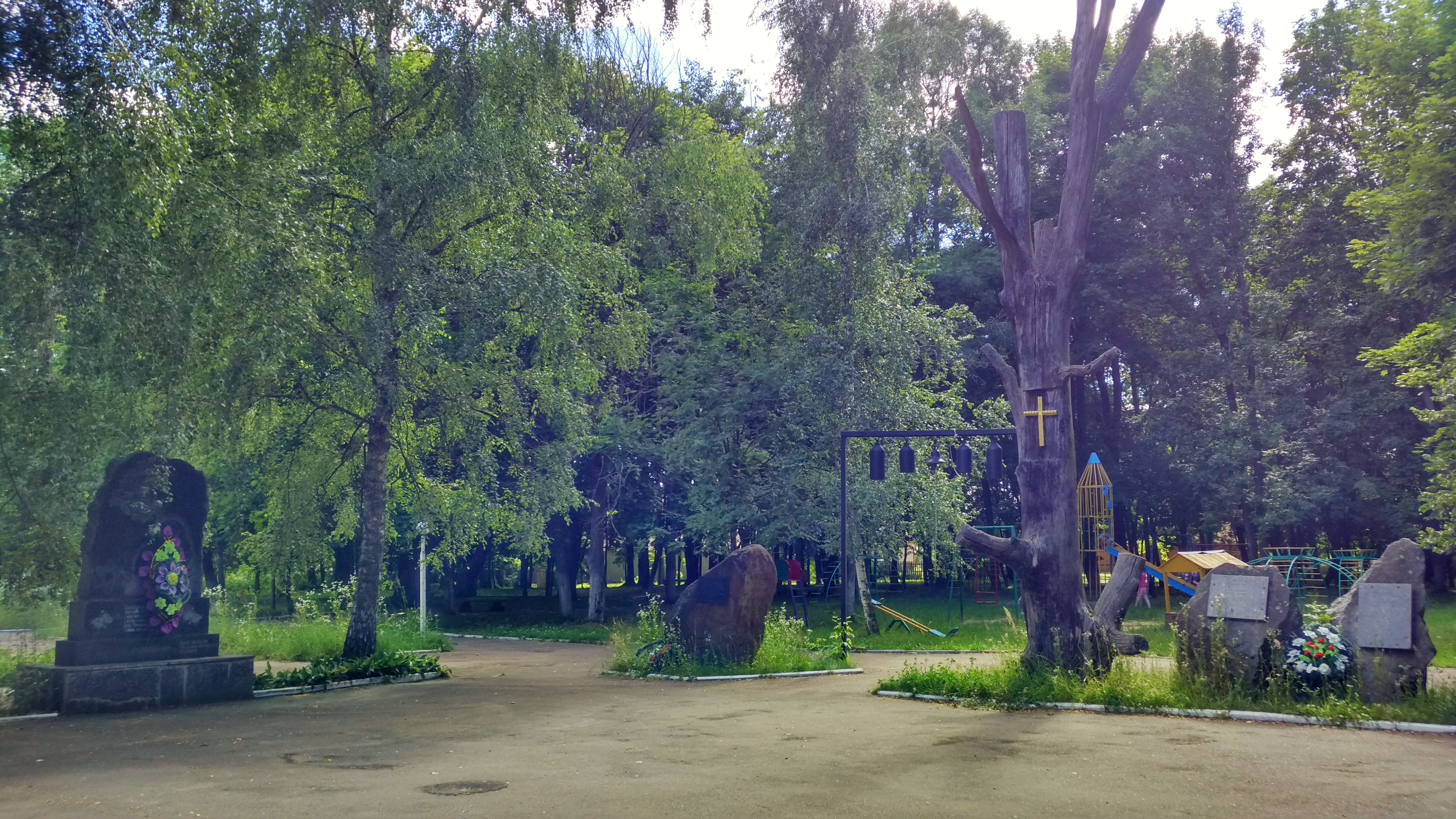
Пам'ятник жертвам Чорнобильської катастрофи
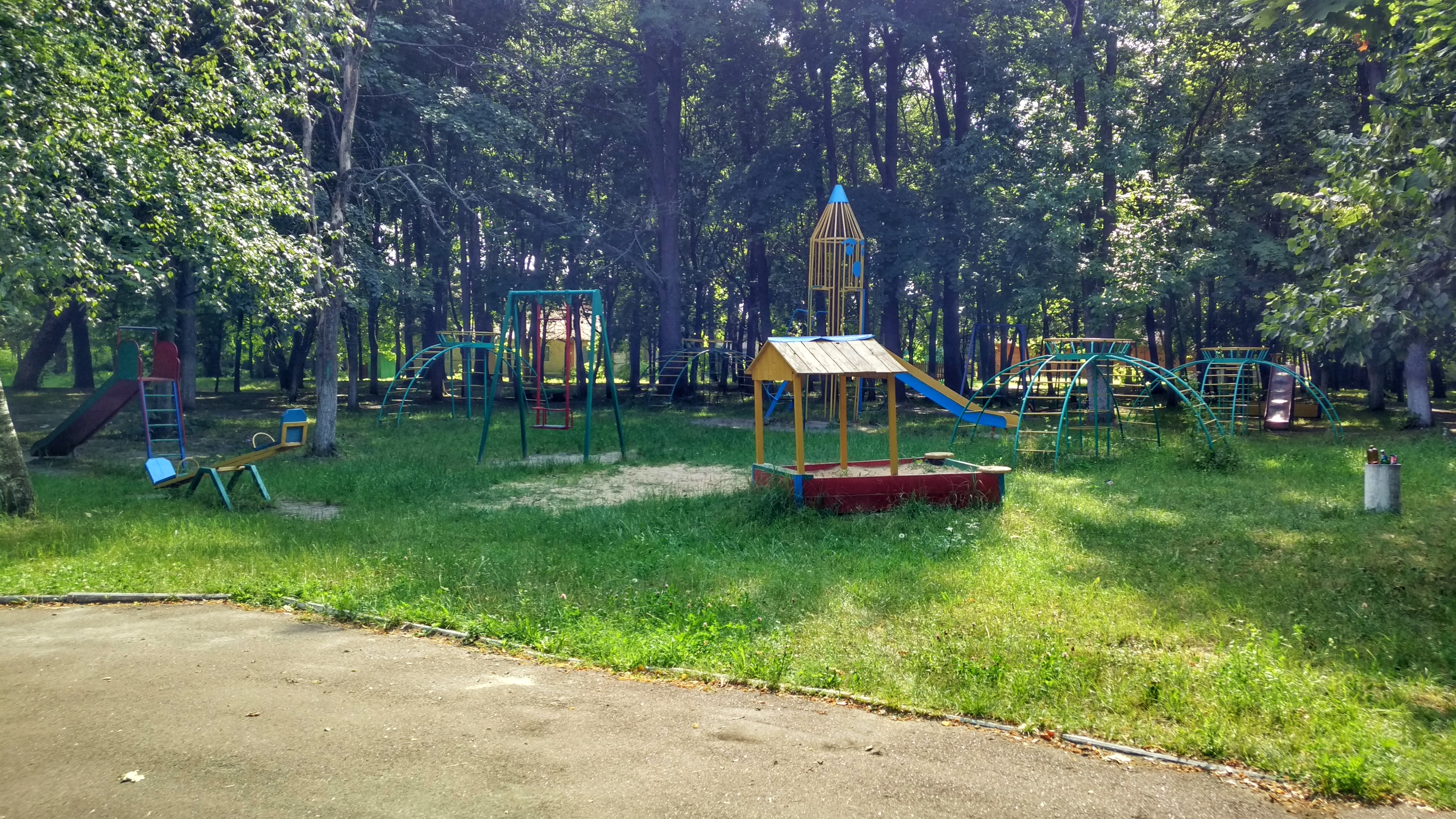
Дитячий майданчик у Свято-Миколаївському парку
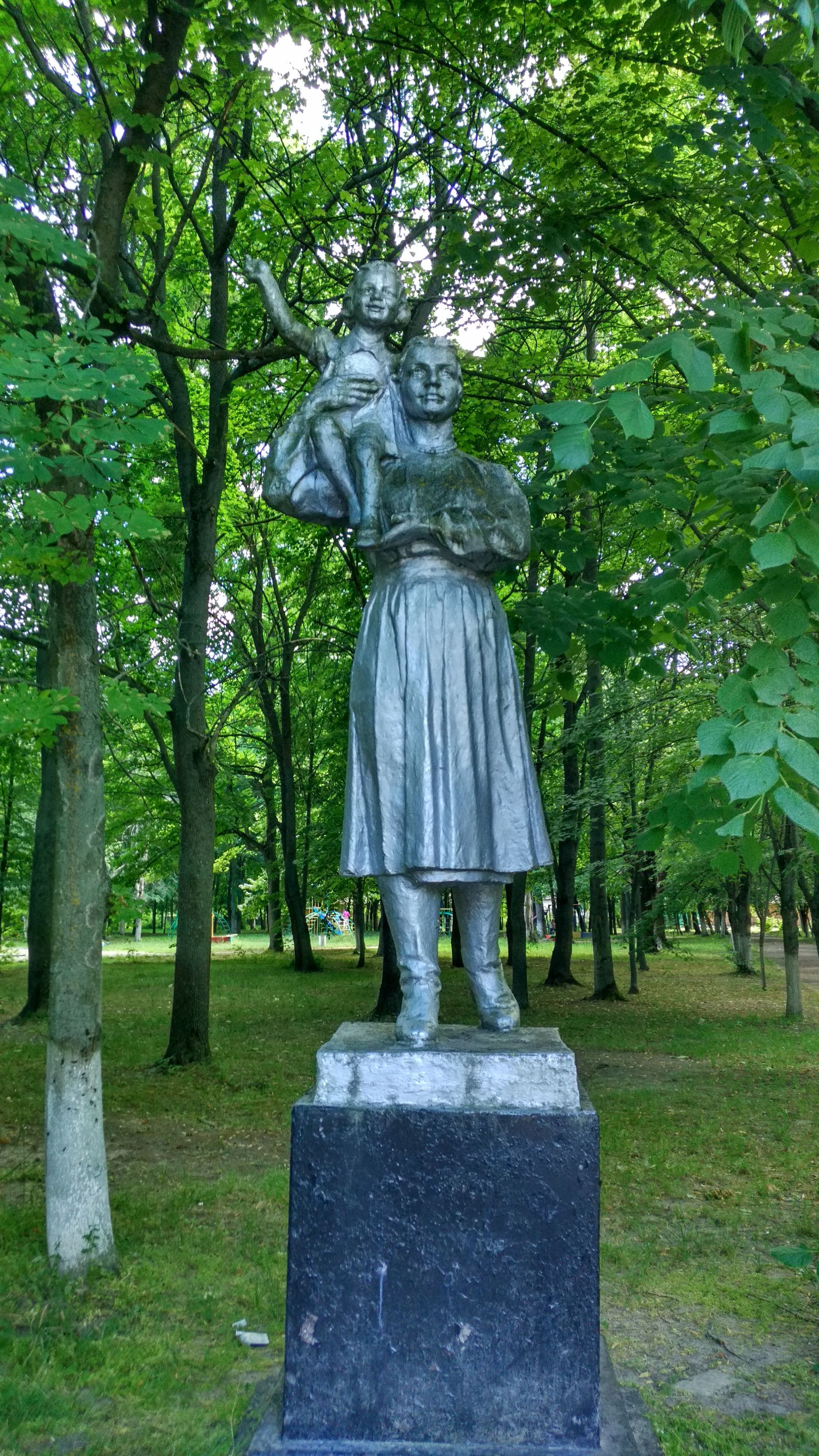
Паркова скульптура
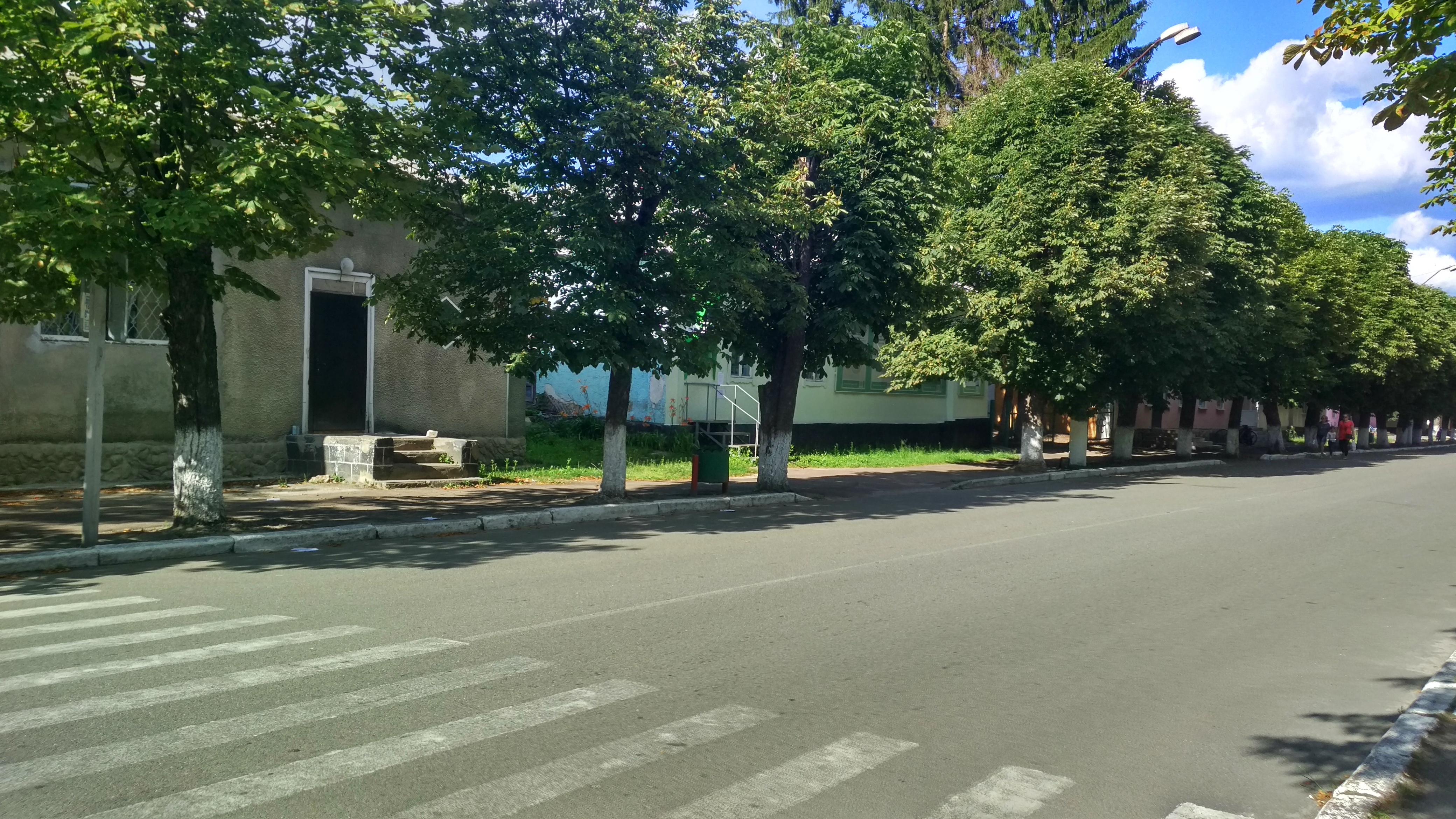
У центрі селища Народичі

.